# David Epstein
David Bernard Alper Epstein (* 1937) ist ein britischer Mathematiker, der sich mit Geometrie und Gruppentheorie beschäftigt.

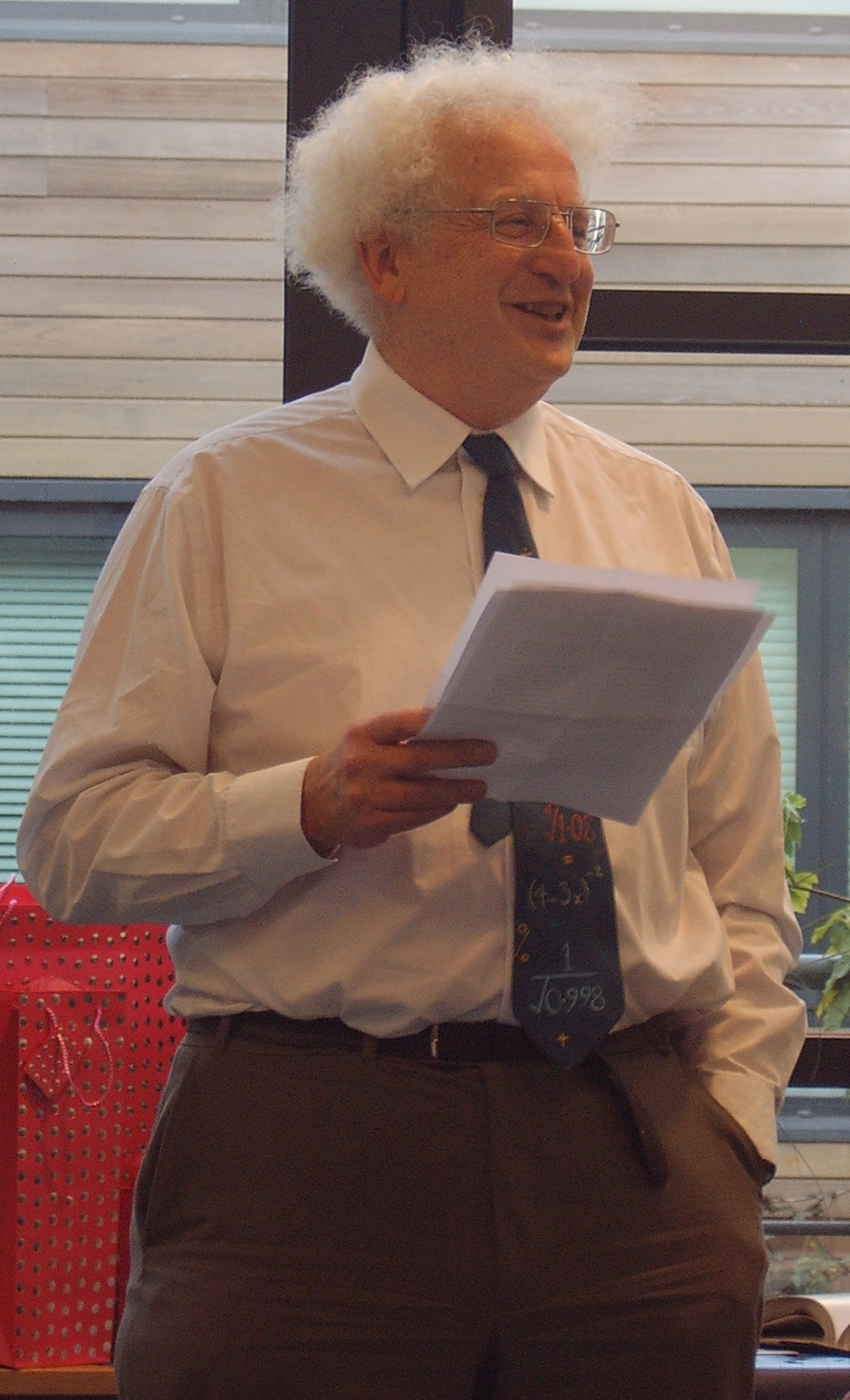
David Epstein 2009 an der Universität Warwick

## Leben
Epstein promovierte 1960 an der Cambridge University bei Erik Christopher Zeeman (Three Dimensional Manifolds). Mit Zeeman war er an der Gründung der mathematischen Fakultät der University of Warwick in den 1960er Jahren beteiligt. Heute ist er Professor Emeritus in Warwick.
Er beschäftigt sich mit hyperbolischer Geometrie, Blätterungen (wo er ein lange offenes Problem über eindimensionale Blätterungen löste), Geometrie dreidimensionaler Mannigfaltigkeiten und Gruppentheorie (Theorie automatischer Gruppen, mit James W. Cannon, Derek Holt).
Er beschäftigt sich auch mit der Verwendung von Computern in der Geometrie und ist Mitgründer des Geometry Supercomputing Project (Geometry Center) der University of Minnesota in Minneapolis. Er war 1992 mit Silvio Levy und Klaus Peters Gründer und Herausgeber der Zeitschrift Experimental Mathematics.
In den 2000er Jahren forschte er auch über Diabetes.
1988 erhielt er den Senior Berwick-Preis der London Mathematical Society. 2004 wurde er Fellow der Royal Society. 1962 hielt er einen Vortrag auf dem Internationalen Mathematikerkongress in Stockholm (Steenrod operations in abelian categories). Er ist Fellow der American Mathematical Society. 
Er sollte nicht mit dem Informatiker und Mathematiker David Eppstein verwechselt werden.
Zu seinen Doktoranden gehört Brian Bowditch.

## Schriften
- Curves on 2-manifolds and isotopies. Acta Math. 115, 1966, 83–107.
- Periodic flows on three-manifolds. Ann. of Math. (2) 95, 1972, 66–82.
- mit E. Vogt: A counterexample to the periodic orbit conjecture in codimension 3. Ann. of Math. (2) 108 (1978), no. 3, 539–552.
- mit A. Marden: Convex hulls in hyperbolic space, a theorem of Sullivan, and measured pleated surfaces. Analytical and geometric aspects of hyperbolic space (Coventry/Durham, 1984), 113–253, London Math. Soc. Lecture Note Ser., 111, Cambridge Univ. Press, Cambridge, 1987.
- mit Richard Canary, P. Green: Notes on notes of Thurston. Analytical and geometric aspects of hyperbolic space (Coventry/Durham, 1984), 3–92, London Math. Soc. Lecture Note Ser., 111, Cambridge Univ. Press, Cambridge, 1987.
- mit R. Penner: Euclidean decompositions of noncompact hyperbolic manifolds. J. Differential Geom. 27 (1988), no. 1, 67–80.
- mit James Cannon, Derek Holt, Silvio Levy, Michael Paterson, William Thurston: Word Processing in Groups, Boston, Jones and Bartlett 1992.